# Потерянный орех
«Поте́рянный оре́х» (англ. Gone Nutty) — короткометражный мультфильм Blue Sky Studios из серии «Ледниковый период», где главным персонажем становится белка по имени Скрат. В 2004 году мультфильм был номинирован на премию «Оскар» в категории «Лучший короткометражный анимационный фильм».

## Сюжет
Скрат приносит очередной жёлудь к большому дереву, доверху заполненному другими желудями. Осталось лишь одно свободное место, и крысобелка упорно пытается поместить туда свой жёлудь. Но он никак не хочет закрепляться в ямочке и постоянно оттуда выскальзывает. После нескольких безуспешных попыток Скрату всё-таки удается запихинуть жёлудь в ямочку, из-за чего все остальные жёлуди начинают выкатываться из дерева через дупло. Скрат пытается все их собрать, но жёлуди падают с обрыва вместе с ним. Падая с большой высоты, Скрат начинает собирать жёлуди в большой шар. Вместе с шаром из желудей Скрат падает на землю.
Один из желудей, продолжая падение, летит в направлении головы Скрата, стремительно набирая скорость и начиная гореть. Скрат пытается вылезти из ямы, в которую упал, но руки в ней застревают. Жёлудь падает прямо на Скрата, который от сильного удара прорубает трещину в леднике. Начинается дрейф континентов, и все жёлуди расходятся по разным материкам. Лишь Скрат остаётся один на маленьком куске ледника с последним обугленным жёлудем, который сразу же рассыпается. От него остаётся только шапочка, которую Скрат удручённо надевает себе на голову.